# Maartje & Kine
Maartje & Kine zijn een muzikaal comedyduo bestaande uit Maartje de Boer (Papendrecht, 15 januari 1989) & Kine Håndlykken (Trondheim, 12 november 1985). Samen bespelen ze diverse muziekinstrumenten, waaronder viool, accordeon, ukelele, banjo, basbalalaika, piano, autoharp, melodica, mondharmonica, klokkenspel en kazoo.
Maartje & Kine ontmoetten elkaar tijdens hun studietijd voor het eerst op het station Delft. Kine studeerde op dat moment industrieel ontwerpen aan de TU Delft en Maartje docent muziek aan het Koninklijk Conservatorium in Den Haag, met als hoofdvak accordeon. 
Met het programma Opus 1 bereikte het duo de finale van het Groninger Studenten Cabaret Festival (2010) en de halve finale van het Amsterdams Kleinkunst Festival (2012). In 2013 toerde de groep met het debuutprogramma Vreemd Folk door Nederland en België. In 2015 volgde theaterprogramma De Goldberg machine. Ze hebben op meerdere festivals gespeeld, waaronder Lowlands en Oerol.

## Televisie en radio
Maartje & Kine verzorgden de muzikale omlijsting tijdens de Eindemaandsshows van Martijn Koning in Toomler voor VARA's Humor TV. Hierin kondigden ze tevens, door middel van odes, de gastcomedians aan.
Ze hebben bijdragen geleverd aan diverse tv-programma's zoals Top 2000 à Go-Go (2013), Comedy Club Katendrecht (2014), Kunststof TV (2014) en UITmarkt 2015 (2015).
Naar aanleiding van de aardbevingen in Groningen schreven Maartje & Kine een eigen versie van Queens Bohemian Rhapsody, namelijk The Groninger Rhapsody. Dit nummer werd door diverse media opgepikt en zo speelden ze het ook bij Omroep MAX (2015).
Bij GIEL! op 3FM sloten Maartje & Kine iedere maand af met een eigen Eindemaandslied. Daarin verwerkten ze het nieuws van de afgelopen maand in liedvorm. Ook openen ze soms de week bij Gijs Staverman op Radio 2.

## Theaterprogramma's
- Vreemd Folk (2013 tot 2015), in een regie van Bob Maclaren
- De Goldberg machine (2015), in een regie van Titus Tiel Groenestege
- Vibrato[4] (2017 tot 2018), in een regie van Bob Maclaren
- Hoge Noot (2019 tot 2020, 2022, 2024)
- Speelbeesten I en II (2021)
- Sneeuwbeesten (2023, 2024)